# ولرسدورف
ولرسدورف (بالألمانية: Wullersdorf) هي بلدة تقع في منطقة هولابرون في النمسا السفلى.